# Turinyphia maderiana
Turinyphia maderiana is een spinnensoort in de taxonomische indeling van de hangmatspinnen (Linyphiidae).
Het dier behoort tot het geslacht Turinyphia. De wetenschappelijke naam van de soort werd voor het eerst geldig gepubliceerd in 1938 door Ehrenfried Schenkel-Haas.

## Kenmerken
De totale lengte van de spin bedraag 1,7-1,9 mm. De lengte van de prosoma van het mannetje is 0,8 mm en die van het vrouwtje 0,9 mm-1,0 mm. De breedte van de spin ligt tussen de 0,75 mm en 0,8 mm. De lengte van het femur bedraagt 1,7 mm, die van de patella 0,3 mm, van de tibia 2,0 mm, van de metatarsus 2,2 mm en van de tarsus 1,3 mm.
De prosoma is geel, net zoals de rand, de clypeus en de brede lengteband in het midden. Langs de gele lengteband lopen nog 2 donkergrijze lengtebanden. Het sternum is donkergrijs. De pedipalpen zijn met uitzondering van het femur donkerder. De poten zijn overwegend donker en grijsbruin. De tibia is zowel distaal en basaal tot in het midden geel. Opisthosoma is geel met witte vlekken en variabele donkergrijze banden. Het opisthosoma heeft lateraal een brede of smalle gele rand en is ventraal variabel grijs.
De cheliceren zijn lang en slank, beetje divergerend. De stridulatie-organen zijn zwak ontwikkelt; vrij onduidelijk zichtbaar en staan dicht bij elkaar. De ogen zijn groot en de achterste rij is zwak teruggebogen. De voorste mediane ogen zijn het kleinst, de achterste mediane ogen zijn gescheiden van elkaar met 1/3 van hun diameter. 
De spin heeft dunne borstelharen, maar niet op het femur, de metatarsus en de tarsus. Op tibia I en II bevinden zich lateraal wel borstelharen. Trichobothria is op de metatarsus I aanwezig. Opisthosoma is matig dicht bedekt met korte haren. Op de pedipalpus hebben zowel de patella als de tibia 1 lange dunne borstelhaar. Deze van de tibia is 1/3 langer dan die van de patella. De klauw van de mediane apofyse is sterk gereduceerd.

## Verspreiding
De spin is endemisch op het eiland Madeira, waar hij wordt aangetroffen op de steile en vochtige hellingen in de laurisilvabossen. Hier bouwt de spin hangmatwebben en voedt hij zich voornamelijk met kleine insecten. 